# Fast Tracks: The Computer Slot Car Construction Kit
Fast Tracks: The Computer Slot Car Construction Kit è un videogioco di simulazione di guida e assemblaggio piste di slot car, pubblicato nel 1985 per Commodore 64 da Activision.
Si può considerare una variante senza schermo diviso di Racing Destruction Set dello stesso anno, con l'importante differenza che le piste progettate possono essere salvate su disco, distribuite e giocate anche senza il possesso del Fast Tracks originale.
La critica ritenne generalmente l'assemblaggio di piste la parte più interessante, mentre come semplice gioco di corse venne anche giudicato inferiore ai comuni giochi dedicati solo a queste ultime.

## Modalità di gioco
Lo svolgimento delle gare è solo per giocatore singolo e la visuale sulla pista è isometrica, con orientamento del percorso e scorrimento dello schermo nelle quattro direzioni diagonali.
A ogni gara partecipano 4 automobiline di cui 3 controllate dal computer. Sono disponibili 5 piste predefinite oltre a quelle disegnate dal giocatore e si può competere su 1, 5 o 10 giri, ma solo per le gare da 5 giri vengono salvati su disco i tempi record.
I controlli, come ci si può aspettare da una slot car, sono piuttosto semplici; il giocatore può soltanto regolare la velocità e spostarsi lateralmente entro certi limiti, mentre il percorso viene seguito in automatico. Un'automobilina può uscire di strada soltanto se prende una curva troppo velocemente o in caso di collisione con un avversario. Le automobiline uscite di pista riprendono dall'inizio del giro.
L'editor di livelli fa uso di un puntatore mosso dal joystick, icone e pulsanti. Per comporre la pista si hanno a disposizione oltre 20 tipi di pezzi, tra cui anche ponti, sottopassaggi, incroci, bivi, strettoie, punti scivolosi.
Su un dischetto si possono salvare fino a 20 piste create dal giocatore, anche in formato eseguibile, che non richiede il possesso del disco originale di Fast Tracks; i dischetti prodotti si possono condividere e permettono di giocare sulle piste create, solo in modalità gara, su qualsiasi Commodore 64.